# Pinchas ben Jair
Pinchas ben Jair (Pinehas b. Jair) war ein für seine außergewöhnliche Frömmigkeit berühmter jüdischer Gelehrter des Altertums, von dem manche Wundertaten berichtet werden (Legende vom frommen Esel etc.). Er wirkte in der zweiten Hälfte des zweiten nachchristlichen Jahrhunderts und gehörte zur sogenannten vierten Generation der Tannaiten.

## Leben
Er war Schwiegersohn des Schimon ben Jochai und lebte vermutlich in Lydda.
Seine Halachot haben sich nicht erhalten, in der Mischna ist er nur einmal erwähnt. Berichtet wird, dass er die Reinheitsgesetze peinlichst einhielt und so z. B. nie eine Bracha über fremdes Brot sprach und mit dem Eintritt in das Erwachsenenalter nicht einmal mehr von der Mahlzeit seines Vaters aß (bab. Chullin 7 b). Große Bedeutung hatte für ihn auch die Einhaltung des Schmitta-Jahres.
Er gilt als Autor des Midrasch Tadsche (= Baraita des Pinchas ben Jair).